# Christian Heldt

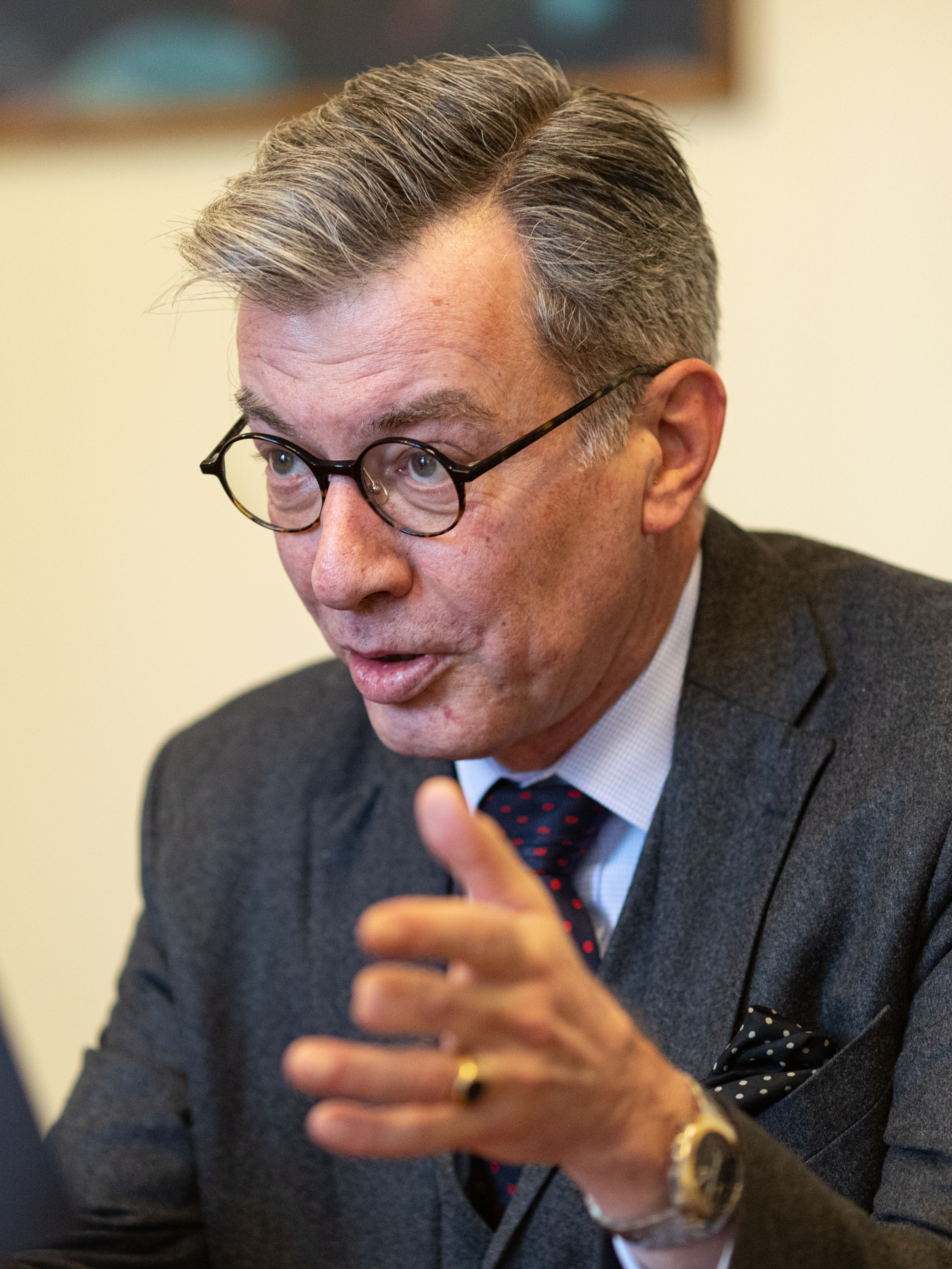
Christian Heldt

Christian Heldt (* 8. April 1963 in Aschaffenburg) ist ein deutscher Diplomat. Er ist seit Mitte 2024 Sonderbeauftragter für Beziehungen zu jüdischen Organisationen, Antisemitismusfragen, internationale Angelegenheiten der Sinti und Roma und Holocaust-Erinnerung im Auswärtigen Amt. Vorher war er 2020 bis 2024 deutscher Botschafter in Lettland.

## Leben
Christian Heldt studierte nach Abitur und zwei Jahren Bundeswehr von 1985 bis 1991 Geschichte, Politikwissenschaften und Völkerrecht in Bonn und Paris und schloss die Studien mit einem Magister artium in Paris (1989) und einem Magister Artium in Bonn (1991) ab.
Heldt ist verheiratet und hat vier Kinder. Seit 1983 ist er Mitglied des Corps Hansea Bonn.

## Laufbahn
Christian Heldt trat 1991 in den Auswärtigen Dienst ein und absolvierte bis 1993 den Vorbereitungsdienst für den höheren Auswärtigen Dienst. Erste Auslandseinsätze führten ihn an die Botschaften in Moskau (1993–1996) und Tel Aviv (1996–1999). Nach drei Jahren im Auswärtigen Amt ging er 2002 als Austauschbeamter zum französischen Außenministerium.
2007 kam Heldt zurück nach Berlin und arbeitete bis 2008 im Auswärtigen Amt, danach (2008–2010) als Politischer Berater im Verteidigungsministerium und von 2010 bis 2013 als Referatsleiter im Auswärtigen Amt.
2013 wurde Christian Heldt Ständiger Vertreter an der Botschaft beim Heiligen Stuhl. Dort blieb er bis 2017 und wurde dann als Botschafter in den Kosovo, mit Dienstsitz Pristina, entsandt, wo er bis Mitte 2020 blieb. Von November 2020 bis Sommer 2024 war er Botschafter in Riga/Lettland. Seit September 2024 ist Heldt Sonderbeauftragter für Beziehungen zu jüdischen Organisationen, Antisemitismusfragen, internationale Angelegenheiten der Sinti und Roma und Holocaust-Erinnerung im Auswärtigen Amt.